# 汉中街道
汉中街道，是中华人民共和国湖北省武汉市硚口区下辖的一个乡镇级行政单位。

## 行政区划
汉中街道下辖以下地区：
汉中社区、上闸社区、长寿社区、三善社区、万兴社区、马家社区、牌楼社区、长堤社区、义烈社区、居仁社区、军工社区、尚义社区、爱国社区、兴隆社区和劳动社区。